# Margherita (India)
Margherita è una suddivisione dell'India, classificata come census town, di 23.836 abitanti, situata nel distretto di Tinsukia, nello stato federato dell'Assam. In base al numero di abitanti la città rientra nella classe III (da 20.000 a 49.999 persone).
Nota in origine come Ma-Kum, fu ribattezzata Margherita dopo la costruzione del ponte ferroviario sul Dihing, progettato dall'ingegnere Roberto Paganini per conto della Assam Railways & Trading Company. Il nome è un riferimento alla regina Margherita di Savoia, ma non è chiaro se fu scelto da Paganini stesso o dalla compagnia ferroviaria per omaggiarne le origini italiane.

## Società

### Evoluzione demografica
Al censimento del 2001 la popolazione di Margherita assommava a 23.836 persone, delle quali 12.510 maschi e 11.326 femmine. I bambini di età inferiore o uguale ai sei anni assommavano a 2.704, dei quali 1.356 maschi e 1.348 femmine. Infine, coloro che erano in grado di saper almeno leggere e scrivere erano 18.223, dei quali 10.179 maschi e 8.044 femmine.